# Udon
Udon (em japonês: うどん ou 饂飩) é um tipo de macarrão grosso feito de farinha, popular na culinária japonesa.

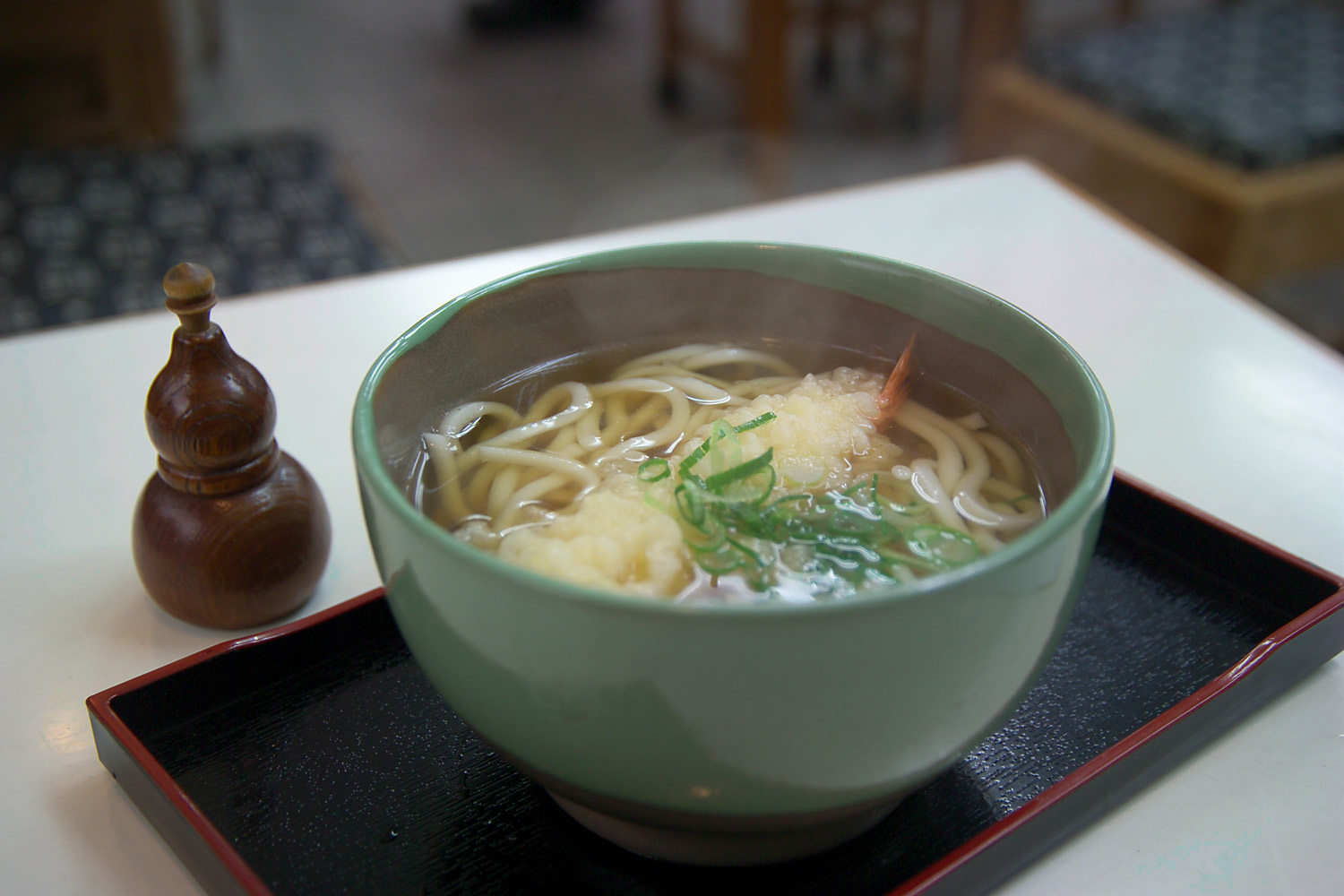
Tempura Udon

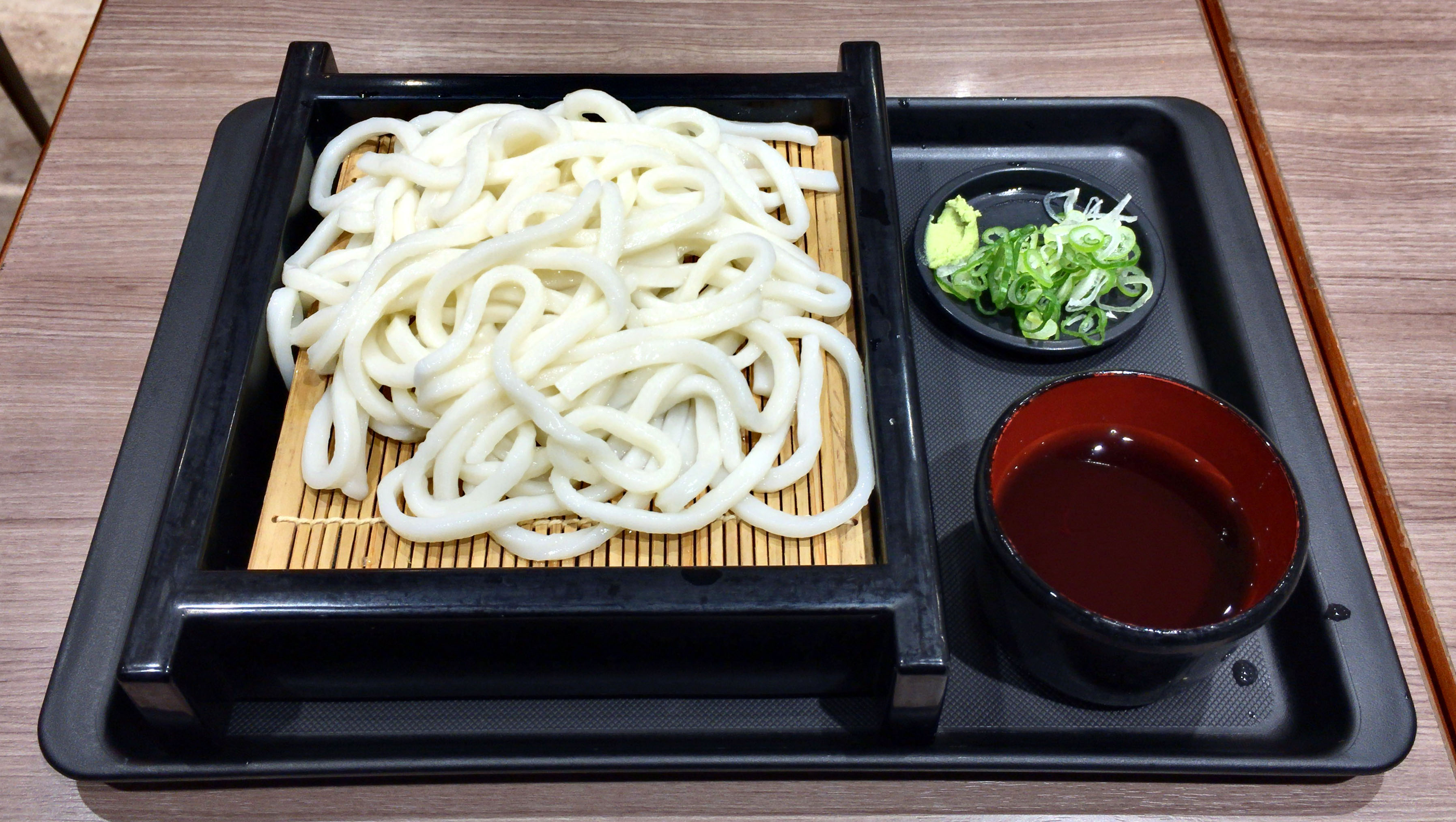
Mori udon

Udon é servido normalmente como sopa, em caldo quente à base de dashi, shoyu e mirin. Sobre o udon básico, são acrescentados um ou mais ingredientes, e estes ingredientes dão origem a vários tipos de udon. A maior parte deles leva negi (cebolinha) picada.
O sabor do caldo e dos ingredientes adicionais varia de região para região. O caldo marrom escuro feito com shoyu de sabor mais forte (koikuchi shoyu) é consumido em Tóquio e nas regiões ao norte do Japão, e o caldo marrom claro feito com shoyu mais suave (usukuchi shoyu) é preferido em Osaka e nas regiões mais ao sul.
A diferença no caldo também é um fato quando se trata de macarrões instantâneos, que são vendidos em duas diferentes versões, uma adaptada para o norte e outra para o sul.

## Origem
A origem do udon no Japão tem sido creditada ao sacerdote budista Kobo Daishi ou Kukai
. Kukai viajou para a China por volta do começo do século IX para
estudar o budismo. Quando retornou, trouxe consigo o conhecimento da sopa de udon para sua terra nas vizinhanças da região de Sanuki, no Japão.

## Pratos de udon
Como muitos macarrões japoneses, os pratos de macarrão udon são servidos preferencialmente frios no verão e no inverno os pratos são servidos quentes. A seleção de ingredientes reflete a sazonalidade das estações e eles são balanceados com outros ingredientes. Muitos ingredientes são acrescentados sem muito cozimento, embora alguns sejam bem fritos. Muitos desses pratos são preparados também com soba que é um macarrão sarraceno — mais a gosto dos japoneses que vivem em regiões de frio mais rude.

## Variedades quentes
[[Tiedosto:

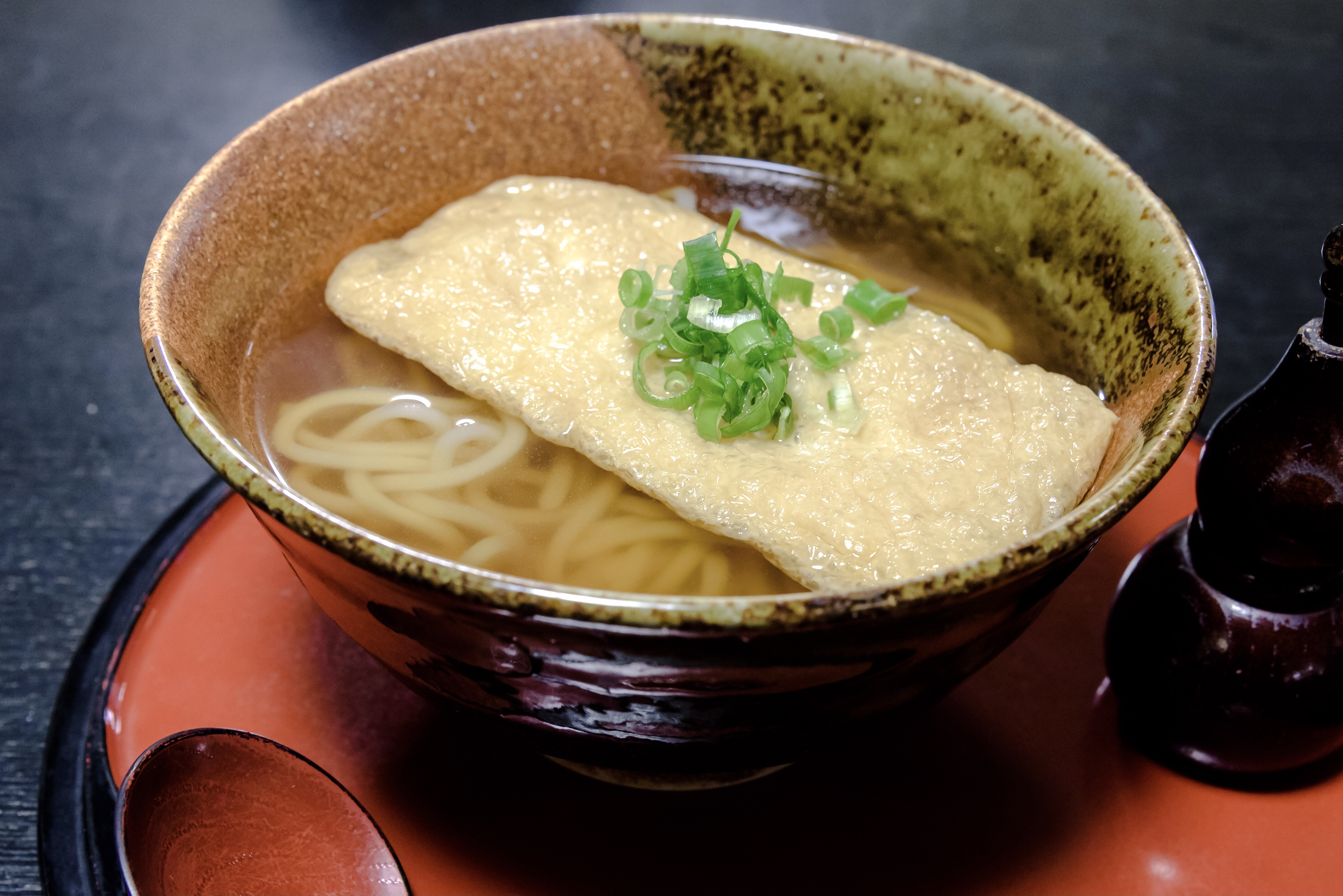
Kitsune Udon

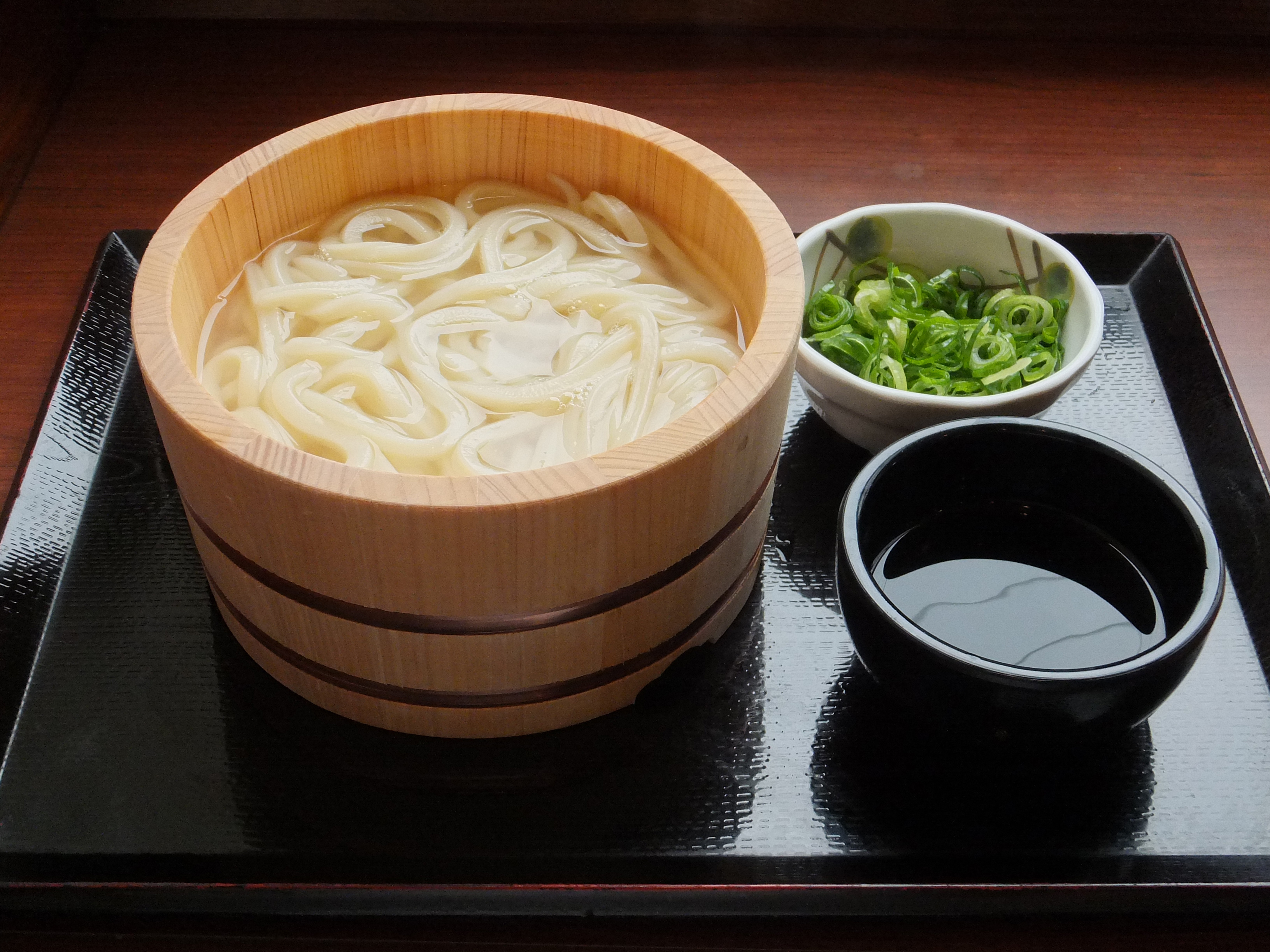
Kamaage udon

- Kitsune udon – "Udon raposa." Coberto com abura age (bolsas de tofu fritas) em formato triangular bicudo. É um udon muito popular na região de Kansai, particularmente Osaka.
- Tanuki udon (em Kanto) ou Haikara udon (em Kansai) – coberto com tenkasu (tempura frito e crocante).
- Tsukimi udon – "Udon enluarado." Udon coberto com ovo cru em pochê na sopa quente.
- Wakame udon – Udon coberto com wakame, uma alga marinha verde escura.
- Kare  udon – "Udon caril." Udon em uma sopa de caril japonês. Pode incluir também carne ou vegetais.
- Chikara udon – "Udon da força." Coberto com bolinhos de mochi tostados.  Um prato forte.

## Variedades frias
- Zaru udon – Udon frio com tiras de nori cortado em lâminas (corte dito Julienne) e servido sobre esteira de bambu (zaru).  Acompanhado de um molho frio, normalmente uma mistura forte de dashi, mirin, e shoyu. É comido com wasabi ou gengibre ralado.

## Variedades regionais de udon

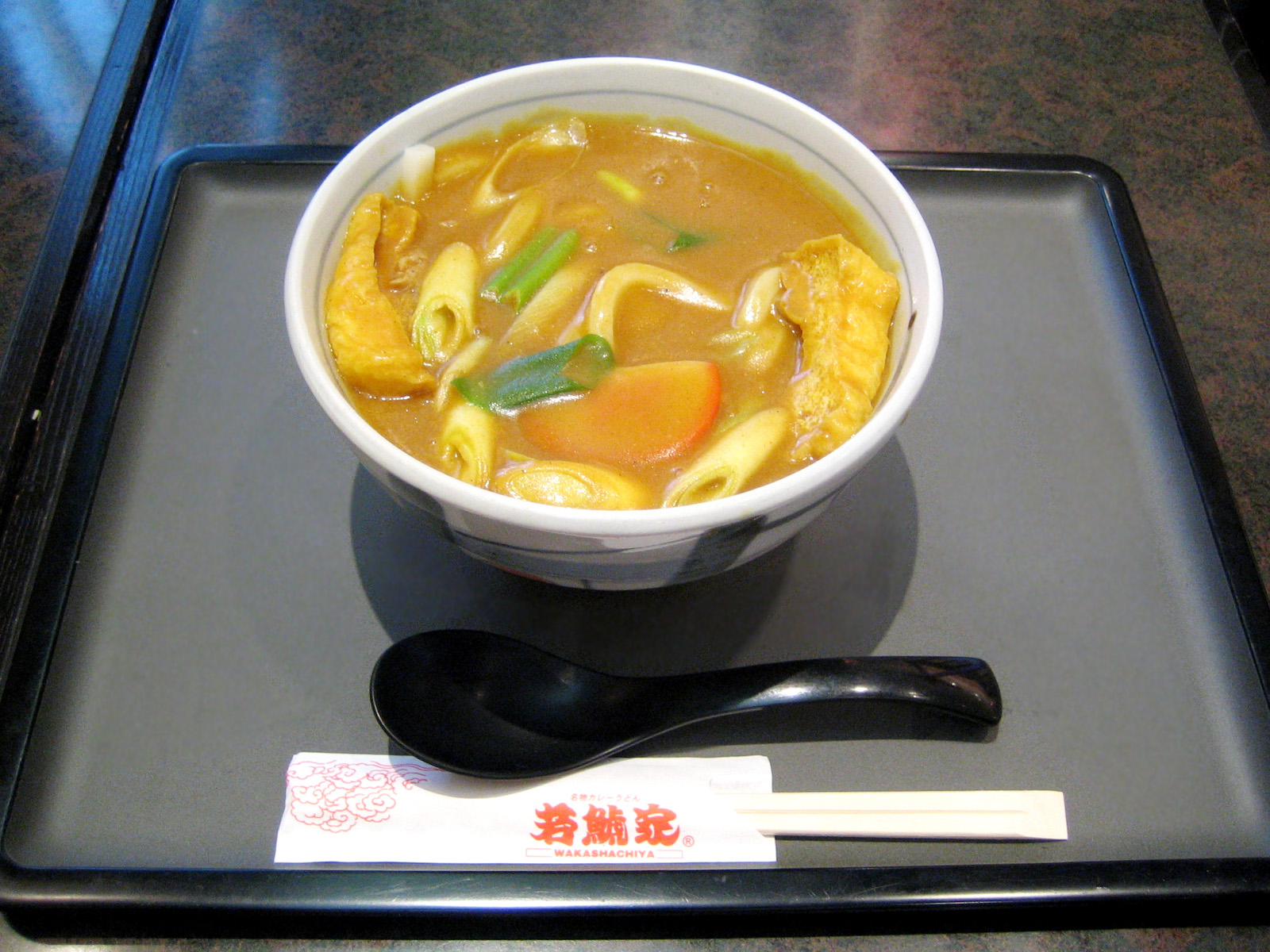
Kare udon

- Kare (カレー) udon de Biei, Hokkaido.
- Inaniwa (稲庭) udon é um tipo de udon fino da região da província de Akita.
- Ise (伊勢) udon da província de Mie
- Kansai (関西) udon é um tipo de udon macio, de espessura média da região de Kansai.
- Kishimen (棊子麺, ou mais comumente きし麺) é um tipo de udon chato da área de Nagoya.
- Sanuki (讃岐) udon é feito com um macarrão tipo grosso e duro da província de Kagawa.
- Hohtoh (ほうとう) - é um tipo chato e largo, comumente cozido com vegetais, particularmente abóbora japonesa, da província de Yamanashi.
- Dangojiru (団子汁) - é similar ao Hohtoh, da província de Oita. O macarrão é do tipo mais largo e chato.
- Okinawa soba (沖縄そば) - também chamado suba, é um macarrão regional de Okinawa com adição de vegetais cinzas à farinha, como é feito o lámen. Entretanto, é mais similar ao udon.